# M231 Firing Port Weapon
A M231 Firing Port Weapon (FPW) é uma versão adaptada do fuzil de assalto M16 para disparar através das seteiras do M2 Bradley. Os M16s de infantaria normais são muito longos para serem usados em um VBTP "fechado"; portanto, a FPW foi desenvolvida para fornecer uma arma adequada para esse papel. Projetada pelo Rock Island Arsenal, a M231 FPW permanece em serviço, embora todas, exceto as duas seteiras traseiras do Bradley tenham sido removidas.

## História
O trabalho começou em 1972 numa arma de seteira dedicada a acompanhar o programa Mechanized Infantry Combat Vehicle (MICV), que também iniciou-se naquele tempo. Um requisito para os veículos desse projeto era ter seteiras para a tripulação, e assim foi decidido que uma arma específica também fosse desenvolvida. O Rock Island Arsenal encabeçou o projeto trabalhando com a submetralhadora M3 (uma submetralhadora da Segunda Guerra Mundial), uma arma de seteira criada pela Heckler & Koch baseada no HK33 e uma arma do padrão M16 modificada. As qualidades da última arma tornaram-na mais promissora e, em 1974, ela havia sido designada XM231. A Colt recebeu o contrato e continuou a trabalhar no projeto e, em 1979, a arma finalizada foi adotada com a designação M231.
Embora a maioria das seteiras do Bradley já tenha sido removida, essa arma é mantida e utilizada pelas tripulações para autodefesa, situações de curta distância e para disparar pelas seteiras da porta traseira, conforme pretendido.

## Especificações

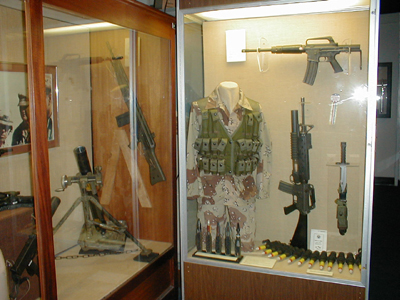
M231 FPW com coronha de fio.
(canto superior direito da imagem)

A M231 é diferente em muitos aspectos de um M16 padrão. A RIA (Rock Island Arsenal) FPW original disparava de um ferrolho aberto, com uma taxa extremamente alta de disparo (1.050 disparos/min). A Colt XM231 introduziu um conjunto especial do tubo da coronha e mola, com três molas aninhadas uma dentro da outra; isso foi feito para permitir que a taxa de disparo fosse reduzida para 200 disparos/min, para evitar o risco de que os soldados que abrissem fogo dentro do veículo em movimento esgotassem o carregador antes que a arma visasse o alvo. A RIA FPW original tinha um cano de 11 polegadas (280 mm), enquanto os protótipos da Colt e a M231 de produção tinham canos de 15,6 polegadas (396 mm). Inicialmente, as FPWs não tinham mecanismo de travamento e tinham miras dobráveis, além de uma coronha de fio de metal semelhante à da submetralhadora M3, para permitir que a arma fosse usada fora do veículo com mais eficiência; mais tarde, isso foi descartado, e um novo guarda-mão foi introduzido com um mecanismo de travamento do tipo parafuso para fixar a arma na seteira. As XM231s posteriores também não tinham uma alça de mira. Quando a M231 foi finalizada, a coronha de fio havia sido excluída, pois a arma tinha uma tendência de se afastar da seteira e a coronha era considerada perigosa no interior do veículo (ou, alternativamente, os oficiais do exército omitiam o recurso para desencorajar as tropas de empregarem a M231 em vez do fuzil de serviço M16). Da mesma forma, o mecanismo pretendido para reduzir a taxa de disparo havia sido removido do design novamente, elevando a taxa de disparo para 1.100-1.200 disparos/min.
A M231 é capaz apenas de disparar no modo automático, com uma placa lateral especial montada dentro do receptor inferior e um seletor que possui apenas as posições "seguro" e "automático". Essa arma mantém 65% de peças em comum com o fuzil M16 padrão. Somente o cartucho traçante M196 era autorizado para uso operacional, com o cartucho de treino M199 e o cartucho de festim M200 para uso em treinamento. Em caso de emergência, o cartucho M193 deveria ser usado. O cartucho M855 e o cartucho traçante M856, mais pesados, nunca deveriam ser usados.
Oficialmente, a FPW não deveria ser usada separada do veículo, a menos que em caso de emergência. O manual do operador lista quatro precauções que teriam que ser tomadas para utilizar a arma fora do veículo; isso incluía uma observação sobre a subida excessiva do cano da arma durante o disparo, que o colar do cano ficaria quente ao disparar e não deveria ser tocado, que proteção auditiva deveria ser usada e, por último, que um saco coletor de cartuchos deflagrados ou um sistema de mangueira de evacuação deveria ser instalado.

### Citações
1. ↑  United States, 1997. p. 4-2
2. ↑  United States, 1997. p. 1-1-2